# Patrick Hoogmartens
Mons. Patrick Hoogmartens (* 19. května 1952, Tongeren) je belgický římskokatolický kněz a biskup diecéze Hasselt.

## Život
Narodil se 19. května 1952 v Tongerenu. Navštěvoval základní a střední školu O.-L.-Vrouwcollege ve svém rodném městě. Na Katolické univerzitě v Lovani získal licenciát z práva a filosofie. Ve Vyšším semináři Sint-Truiden studoval teologii. Na kněze byl vysvěcen 4. července 1982. Poté odešel do Říma, kde na Alfonsianum získal licenciát z teologie. Později působil jako kaplan farnosti svatého Huberta v Runkst-Hasselt. Roku 1989 byl jmenován ředitelem Vyššího semináře a vedoucím trvalých jáhnů v diecézi. Roku 1993 se stal biskupským vikářem pro pastoraci mládeže.
Dne 8. července 1997 jej papež Jan Pavel II. jmenoval biskupem koadjutorem diecéze Hasselt. Biskupské svěcení přijal 26. října 1997 z rukou biskupa Paula Schruerse. Spolusvětiteli byli kardinál Godfried Danneels, biskup Albert Houssiau, biskup Eugeen Laridon, Alexis Habiyambere.
Dne 25. října 2004 přijal papež Jan Pavel II. rezignaci biskupa Paula Schruerse na post diecézního biskupa z důvodu dosažení kanonického věku 75 let a ve stejném dnu nastoupil na jeho místo Patrick Hoogmartens.